# Aboubakar Amadou Sanda
Aboubakar Amadou Sanda (* 7. Juni 1964 in Zinder; auch Aboubacar Amadou Sanda) ist ein nigrischer Offizier.

## Leben
Aboubakar Amadou Sanda besuchte die Grundschule in Say und die Mittelschule des Prytanée Militaire von Kadiogo, einer Militärschule, in Ouagadougou. Er legte eine Licence in Geschichte ab. 1987 trat er in die Streitkräfte Nigers ein. Er absolvierte bis 1990 mehrere militärische Ausbildungen in Frankreich: an der Militärschule Saint-Cyr, an der Infanterieschule in Montpellier und bei den Luftlandetruppen in Pau.
Sanda diente von 1990 bis 1991 im nigrischen Interventionsbataillon im Golfkrieg und wurde danach zum Leutnant befördert. Er wurde 1992 Sportoffizier. 1995 übernahm er interimsmäßig das Kommando der 122. Kompanie in Niamey und erreichte den Dienstgrad eines Hauptmanns. Als 1996 Ibrahim Baré Maïnassara durch einen Militärputsch an die Macht kam, wurde Sanda dem Rat des nationalen Wohls, der neuen Militärjunta, zugeteilt, für die er als Aide-de-camp von Ibrahim Baré Maïnassara arbeitete. Letzterer ließ sich bei den manipulierten Präsidentschaftswahlen von 1996 zum Staatspräsidenten wählen und blieb so auch nach der Auflösung der Militärjunta an der Macht. Aboubakar Amadou Sanda wurde 1997 regulärer Kommandant der 122. Kompanie.
Staatspräsident Baré Maïnassara kam im April 1999 bei einem Militärputsch ums Leben. Sanda wurde als einer von 14 Offizieren Mitglied des Rats der nationalen Versöhnung, der bis Dezember 1999 herrschenden Militärjunta, die die Rückkehr zu einer demokratischen und zivilen Regierung begleitete. Er übernahm in dieser Zeit die Leitung des Lebensmittelamts Nigers, das für die Verwaltung der Getreidereserven des dürregeplagten Landes zuständig war. Sanda setzte nach der Auflösung des Rats der nationalen Versöhnung seine Laufbahn bei den Streitkräften fort und hielt sich bis Ende 2000 für eine militärische Fortbildung in Pakistan auf.
Der Versuch des erstmals 1999 gewählten Staatspräsidenten Mamadou Tandja, eine in der Verfassung nicht vorgesehene dritte Amtszeit zu erlangen, führte am 18. Februar 2010 zu seinem Sturz. Erneut übernahm eine Militärjunta, der Oberste Rat für die Wiederherstellung der Demokratie unter Salou Djibo, vorübergehend die Kontrolle im Land. Wieder wurde Aboubakar Amadou Sanda, der inzwischen den Dienstgrad eines Oberstleutnants innehatte, ein Mitglied der Junta. Am 16. Oktober 2010 wurde Sanda festgenommen. Ihm wurde vorgeworfen, gemeinsam mit den bereits zuvor verhafteten Offizieren Abdoulaye Badié, Amadou Diallo und Abdou Sidikou Issa versucht zu haben, das Regime von Salou Djibo zu destabilisieren.
Der Oberste Rat für die Wiederherstellung der Demokratie übergab im Januar 2011 die Macht demokratisch gewählte zivile Institutionen und wurde aufgelöst. Sanda wurde wie die drei anderen festgenommenen Offiziere im Mai 2011 von allen Vorwürfen freigesprochen und freigelassen. 2012 wurde er Verteidigungsattaché an der Botschaft Nigers in Kanada. Er wurde 2013 zum Oberst befördert und ging 2014 als Verteidigungsattaché an die Botschaft Nigers in der Türkei.
Aboubakar Amadou Sanda ist verheiratet und hat fünf Kinder.

## Ehrungen
- Tapferkeitskreuz mit Stern[1]